# Atherigona falcata
Atherigona falcata är en tvåvingeart som först beskrevs av Thomson 1869.  Atherigona falcata ingår i släktet Atherigona och familjen husflugor. Inga underarter finns listade i Catalogue of Life.